# Callyna melanosema
Callyna melanosema är en fjärilsart som beskrevs av George Francis Hampson 1918. Callyna melanosema ingår i släktet Callyna och familjen nattflyn. Inga underarter finns listade i Catalogue of Life.